# Jimmy Boyce
Jimmy Boyce właściwie James Boyce (ur. 6 września 1947, zm. 25 stycznia 1994) – brytyjski polityk Partii Pracy, deputowany Izby Gmin.

## Działalność polityczna
W okresie od 9 kwietnia 1992 do śmierci 25 stycznia 1994 reprezentował okręg wyborczy Rotherham w brytyjskiej Izbie Gmin.